# Csengery István
Csengery István (Kolozsvár, 1887. január 30. – Budapest, 1946. december 3.) erdélyi születésű festő, grafikus, karikaturista, korábban huszártiszt.

## Életpályája
Szülei: Csengery János (1856–1945) műfordító, egyetemi tanár, az MTA tagja és Udvardy Szaniszla voltak. Jogot tanult. Benyovszky Istvánnal az első világháború előtt közös műtermet bérelt Budapesten. Az első világháborúban a lovas tüzéreknél szolgált. Az 1920-as években tűnt fel rajzaival a Szent György Képes Sportlapban (1929–1941) Mühlbeck Károly grafikussal.
Autodidakta módon tanulta a képzőművészetet. Sokáig Szatmárnémetiben dolgozott. Az első világháborús tapasztalatai több festményén, rajzán volt látható. Sírja a Farkasréti temetőben található.